# شهر العظمه
چهارمین ماه از ماه‌های سال ۳۶۱ روزه آیین بیانی است که توسط سید علی محمد باب در کتاب چهارشآن به آن اشاره شده‌است.
- الأسماء کلشیئ - چهار شآن

همچنین
چهارمین ماه از ماه‌های ۱۹گانه در گاه‌شماری بهائی است که مثل همه ماه‌های این گاه‌شماری دارای ۱۹ روز می‌باشد.

## مرگ‌ها
کشته شدن ملا محمدعلی بارفروش ملقب به قدوس در جنگ قلعه طبرسی، مصادف با پنجم ماه چهارم از سال اول قبل از مبدأ تقویم بدیع بیانی